# Oxyopes javanus
Oxyopes javanus is een spinnensoort uit de familie van de lynxspinnen (Oxyopidae). De wetenschappelijke naam van de soort werd in 1887 gepubliceerd door Tamerlan Thorell.

## Verspreiding
De soort komt voor in een groot deel van Zuidoost-Azië, te weten in Pakistan, India, Bangladesh, Myanmar, Thailand, Singapore, Indonesië, Maleisië, de Filipijnen, China en Japan.